# Candlemass
Candlemass je švédská doommetalová kapela založená roku 1984 ve Stockholmu baskytaristou Leifem Edlingem a bubeníkem Matzem Ekströmem. Předchůdkyní byla kapela Nemesis (1982–1984). Společně se Saint Vitus, Trouble a Pentagram jsou Candlemass součástí tzv. „velké čtyřky“ doom metalu.
Debutové studiové album Epicus Doomicus Metallicus vyšlo v roce 1986.

## Diskografie
Studiová alba
- Epicus Doomicus Metallicus – 1986
- Nightfall – 1987
- Ancient Dreams – 1988
- Tales of Creation – 1989
- Chapter VI – 1992
- Dactylis Glomerata – 1998
- From the 13th Sun – 1999
- Candlemass – 2005
- Kings of the Grey Islands – 2007
- Death Magic Doom – 2009
- Psalms for the Dead – 2012
- The Door to Doom – 2019
- Sweet Evil Sun – 2022